# Tersilochus fulvipes
Tersilochus fulvipes är en stekelart som först beskrevs av Johann Ludwig Christian Gravenhorst 1829.  Tersilochus fulvipes ingår i släktet Tersilochus och familjen brokparasitsteklar. Inga underarter finns listade i Catalogue of Life.